# Cornelis Stolk
Cornelis Stolk (Wassenaar, 13 juli 1916 – Den Haag, 10 juli 2004) was een Nederlands rechter. Hij was vicepresident van de rechtbank in Den Haag.